# The Wrong Girl
The Wrong Girl, es un drama australiano transmitido desde el 28 de septiembre del 2016 hasta ahora, por medio de la cadena Network Ten. La serie estará basada en el libro del mismo nombre "The Wrong Girl" de la autora australiana Zoe Foster Blake.
Ha contado con la participación invitada de actores como Steve Bastoni, Ian Bliss, Glenn Maynard, entre otros...
En noviembre del 2016 se anunció que la serie había sido renovada para una segunda temporada la cual fue estrenada el 24 de agosto del 2017.

## Historia
Lily es la productora de un exitoso segmento de cocina en un programa de televisión que se transmite todos los días por la mañana, y junto a su compañera Simone han decidido tomarse un año sabático de los hombres, sin embargo pronto Lily se enamora de Jack, el magnífico nuevo chef del programa.

## Personajes

### Personajes principales[3]
| Actor                  | Personaje          | Ocupación                                     | Episodios | Duración        |
| ---------------------- | ------------------ | --------------------------------------------- | --------- | --------------- |
| Jessica Marais         | Lily Woodward      | Productora del "The Breakfast Bar"            | 18        | 2016 - presente |
| Hayley Magnus          | Simone Bryant      | -                                             | 18        | 2016 - presente |
| Ian Meadows            | Pete Barnett       | Barista en la Cafetería                       | 18        | 2016 - presente |
| Rob Collins            | Jack Winters       | Chef en "The Breakfast Bar"                   | 18        | 2016 - presente |
| Hugo Johnstone-Burt    | Vincent Woodward   | Doctor / Hermano de Lily                      | 18        | 2016 - presente |
| Craig McLachlan        | Eric Albrectson    | Coanfitrión del "The Breakfast Bar"           | 18        | 2016 - presente |
| Madeleine West         | Erica Jones        | Coanfitriona del "The Breakfast Bar"          | 18        | 2016 - presente |
| Kerry Armstrong        | Mimi Meylan        | Madre de Lily                                 | 18        | 2016 - presente |
| Christie Whelan Browne | Nikkii Steadman    | Productora del "The Breakfast Bar"            | 18        | 2016 - presente |
| Cecelia Peters         | Alice Felton-Smith | Productora Júnior                             | 18        | 2016 - presente |
| Doris Younane          | Sasha Kirk         | Jefa de la Cadena                             | 17        | 2016 - presente |
| David Woods            | Dale Collins       | Productor de Noticias del "The Breakfast Bar" | 17        | 2016 - presente |
| Leah Vandenberg        | Meredith Vadivelu  | Gerente de la Cafetería                       | 16        | 2016 - presente |
| Kevin Harrington       | Ivan Barnett       | Entrenador / exfutbolista                     | 14        | 2016 - presente |
| Steve Vizard           | Anthony Woodward   | Empresario / Padre de Lily                    | 14        | 2016 - presente |

### Personajes recurrentes
| Actor                     | Personaje    | Ocupación | N.º de episodios | Duración        |
| ------------------------- | ------------ | --------- | ---------------- | --------------- |
| David Whiteley            | Mitchell     | -         | 10               | 2016 - presente |
| Ryan Shelton              | Bernard      | -         | 10               | 2016 - presente |
| Natalie Bassingthwaighte  | Gillian      | -         | 8                | 2017 - presente |
| Harlow Field Willow Field | Minisha      | -         | 6                | 2017 - presente |
| Marisa Warrington         | Yvonne       | -         | 4                | 2017 - presente |
| Joel Jackson              | Liam Johnson | -         | 4                | 2017 - presente |

### Antiguos personajes principales
| Actor        | Personaje   | Ocupación                                  | N.º de episodios | Duración |
| ------------ | ----------- | ------------------------------------------ | ---------------- | -------- |
| Hamish Blake | As Hamilton | Reportero del Clima en "The Breakfast Bar" | 8                | 2016     |

### Antiguos personajes recurrentes
| Actor         | Personaje      | Ocupación | N.º de episodios | Duración |
| ------------- | -------------- | --------- | ---------------- | -------- |
| Michael Vice  | Lucas          | -         | 4                | 2016     |
| Steve Bastoni | Craig Peterson | -         | 3                | 2016     |

## Premios y nominaciones
| Año  | Categoría                                 | Premio      | Nominada       | Resultado |
| ---- | ----------------------------------------- | ----------- | -------------- | --------- |
| 2018 | Most Popular Actress                      | Logie Award | Jessica Marais | Ganó      |
| 2018 | Best Personality on Australian Television | Logie Award | Jessica Marais | Nominada  |

## Producción
En noviembre del 2015 se anunció la producción de la serie "The Wrong Girl".
La serie cuenta con la participación de los productores Judi McCrossin, y de los productores ejecutivos David Maher y David Taylor.
La serie es distribuida por la compañía de producción "Playmaker Media".